# Голдберг, Джессика
Дже́ссика Го́лдберг (англ. Jessica Goldberg; 1975) — американский драматург, сценарист, кинопродюсер.

## Биография
Джессика Голдберг родилась в 1975 году.
Джессика окончила «The Juilliard School» и «New York University». Она была последователем Теннесси Уильямса в «The University of the South», получив стипендию «The Le Compte de Nouy», первой ежегодной премии Хелен Меррилл и Фонда Беррила Керра в 2000 году.
Она был резидентом «New River Dramatists», членом «PENAmericanCenter».

## Карьера
Пьеса Джессики «Get What You Need» была написана по заказу компании Атлантического театра (Нью-Йорк). Премьера «Refuge» состоялась в «Playwrights' Horizons», выиграла премию Сьюзан Смит Блэкберн в 1999 году. Последующие постановки: «The Schaubuhne (West Berlin)», «Body Politic», «Good Thing», «Sex Parasite», «The Hologram Theory» и «Stuck».
```
    
```

Я чувствовала, что театр был более доступным для меня, но я думаю, что в глубине души я всегда хотела писать сценарии. Это такой замечательный способ объединить фактическую драматургию с повествованием— говорит Голдберг
.

## Личная жизнь
В 2002—2012 годы Джессика была замужем за актёром Хэмишом Линклейтером. У бывших супругов есть дочь — Люсинда Роуз Линклейтер (род.11.03.2007).